# Thrypticomyia octosetosa
Thrypticomyia octosetosa är en tvåvingeart som först beskrevs av Alexander 1931.  Thrypticomyia octosetosa ingår i släktet Thrypticomyia och familjen småharkrankar. Inga underarter finns listade i Catalogue of Life.